# Ипуть (стадион)
«Ипуть» — городской стадион в Сураже, домашняя арена футбольной команды «Пролетарий». Вместимость 1500 человек.

## История
До создания команды «Пролетарий» в городе была команда «Ипуть», которая проводила домашние матчи на одноимённом стадионе. Команда получила своё название в честь реки, на берегах которой расположен Сураж. Стадион имеет всего лишь одну единственную трибуну.

### Поле
Натуральный газон без подогрева.

### Адрес
Брянская область, г. Сураж, ул. Ленина 85